# Anschlussbahn zum Kaliwerk Bernterode
| Ehemalige Gleisstrecke bei Bernterode |                      |                                 |                       |
| Spurweite: | 1435 mm (Normalspur) |                                 |                       |
| |                      |                                 |                       |
| \| \| \| von Halle (Saale) Hbf \| \| \| \| \| Bahnhof Bernterode \| 265 m ü. A. \| \| \| \| nach Hann. Münden \| \| \| \| \| Reichsstraße 80 \| \| \| \| \| Werksbahnhof Bernterode Schacht \| 275 m ü. A. \| |                      |                                 |                       |
| Strecke |                      | von Halle (Saale) Hbf           | von Halle (Saale) Hbf |
| Bahnhof |                      | Bahnhof Bernterode              | 265 m ü. A.           |
| Abzweig ehemals geradeaus und nach links |                      | nach Hann. Münden               | nach Hann. Münden     |
| Bahnübergang (Strecke außer Betrieb) |                      | Reichsstraße 80                 | Reichsstraße 80       |
| Betriebs-/Güterbahnhof Streckenende (Strecke außer Betrieb) |                      | Werksbahnhof Bernterode Schacht | 275 m ü. A.           |

Die Anschlussbahn Kaliwerk Bernterode war eine eingleisige Anschlussgüterbahn im Landkreis Eichsfeld in Thüringen. Sie zweigte am Bahnhof Bernterode von der Bahnstrecke Halle–Hann. Münden ab und führte zum Kaliwerk Bernterode im Ortsteil Bernterode/Schacht.

## Verlauf
Die etwa 1,6 Kilometer lange Strecke führte westlich des Bahnhofes Bernterode (km 127,59) in einem Bogen in nördlicher Richtung von der Halle-Kasseler-Bahn ab. Kurz nach dem Abzweig kreuzte sie die Straße nach Bernterode sowie die ehemalige Reichsstraße 80 (später Bundesstraße 80, heutige Landesstraße 3080). Nach gerader Streckenführung endete die Bahnstrecke im Werksbahnhof des Kaliwerkes.

## Geschichte
Vermutlich mit dem Bau des Kaliwerkes Anfang des 20. Jahrhunderts wurde auch die Bahnstrecke zum Werksgelände geplant. 1911 wurde der vorherige Haltepunkt Bernterode zum Bahnhof ausgebaut und der Gleisanschluss eingebunden. 1931 wurde der Betrieb des Kaliwerkes eingestellt und einige Jahre später in eine Heeresmunitionsanstalt umgebaut, der Bahnanschluss wurde somit weiterbetrieben. Im Juli 1945 kam es zur Explosion eines auf dem Werksbahnhof abgestellten Munitionszuges, bei dem große Teile des Bahnhofs und des Werkes zerstört wurden. Wann die Bahnstrecke aufgegeben und zurückgebaut wurde, ist nicht bekannt.